# 经合组织核能署
经合组织核能署（Nuclear Energy Agency，NEA）是经合组织下设的政府间国际合作平台，其宗旨是安全、经济、环境友好地和平利用核能。
截至2021年1月，核能署成员国的核电量约占全球90%。

## 介绍
核能署的任务是通过国际合作，促进核安全、技术、科学等领域发展，实现安全、经济、环境友好地和平利用核能。
现任核能署总干事是威廉·麦格伍德，副总干事是室谷展寛。

## 历史
1958年2月1日，欧洲经济合作组织（OEEC）设立欧洲核能署（ENEA），欧洲经济合作组织的成员国均加入该组织。
1972年，日本作为非欧洲国家首次正式加入欧洲核能署，该组织因此改名为核能署（NEA）。

## 成员国
- 阿根廷
- 奥地利
- 比利时
- 保加利亚
- 加拿大
- 捷克
- 丹麦
- 芬兰
- 法國
- 德国
- 希腊
- 匈牙利
- 冰島
- 愛爾蘭
- 義大利
- 日本
- 盧森堡
- 墨西哥
- 荷蘭
- 挪威
- 波蘭
- 葡萄牙
- 羅馬尼亞
- 俄羅斯
- 斯洛伐克
- 斯洛維尼亞
- 西班牙
- 瑞典
- 瑞士
- 土耳其
- 英国
- 美国

## 组织结构
2020年9月，核能署更改了其组织架构，目前核能署的最高机构为核能署总干事办公室、最高负责人是总干事，办公室内设两位副总干事，一位负责行政管理、计划。一位负责核相关事务。
总干事办公室下设财务室、人力资源团队、信息技术团队、政策协调室（内设中央秘书处、多边合作处）、核安全技术与规制司、放射性废物管理和处置司、核放射安全司、核科学司、核技术发展与经济司、法律顾问办公室和核能署数据库。